# Unitat de comandament (bombers)

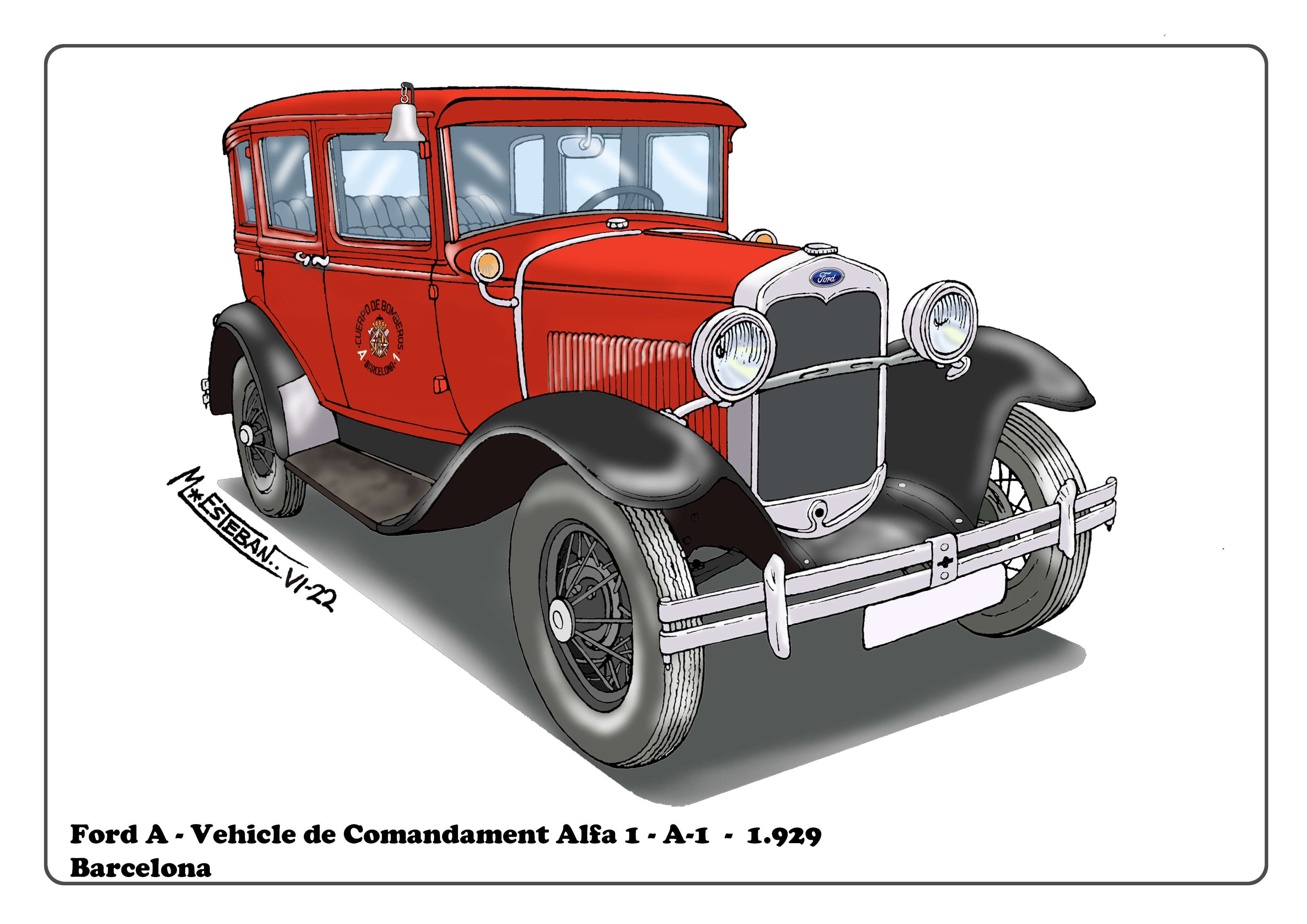
Vehicle de comandament de Bombers de Barcelona, 1929

La unitat de comandament, o unitat lleugera de comandament (ULC) és el vehicle utilitzat pels comandaments de bombers que organitzen i coordinen una actuació.
Dotat de sirena, llums prioritaris i emissora de ràdio, com la resta de vehicles de bombers, pot estar equipat amb: taulell de comandament, taulell de mapes, equip de respiració autònom, ordinador portàtil, i altres equips.

Acostumen a ser vehicles tipus SUV, per la seva versatilitat urbana-tot terreny, i capacitat d'emmagatzematge. Alguns departaments de bombers substitueixen els seients posteriors per a augmentar la capacitat per a equips.

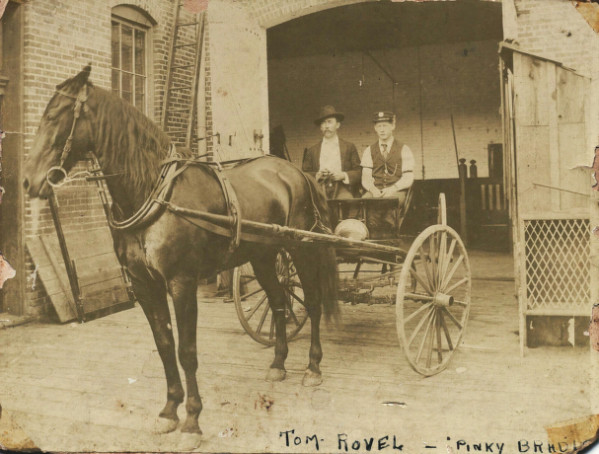
1r Cap de bombers de Houston, EUA, 1896
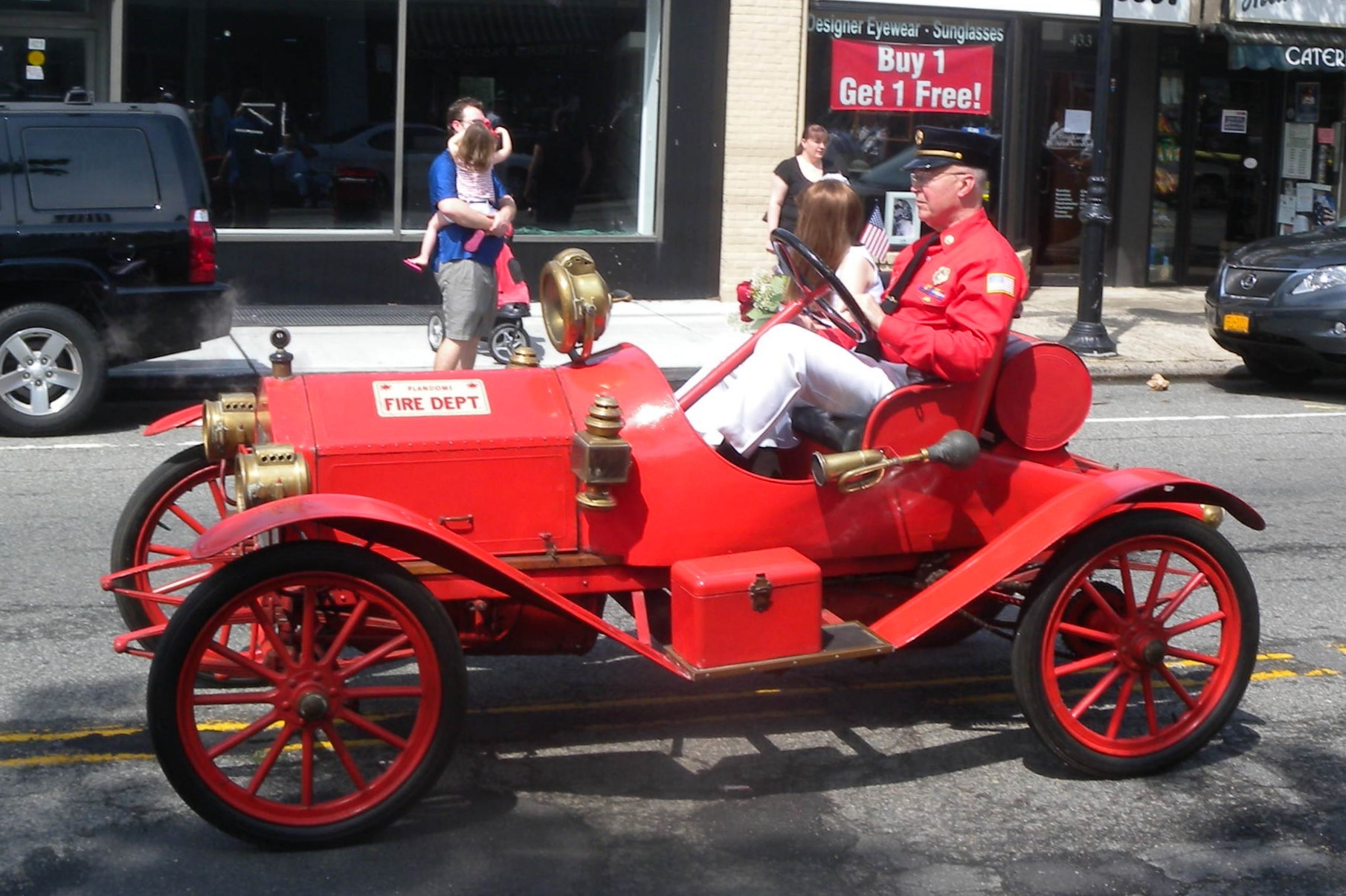
Vehicle del cap de bombers de Nova York, 1912
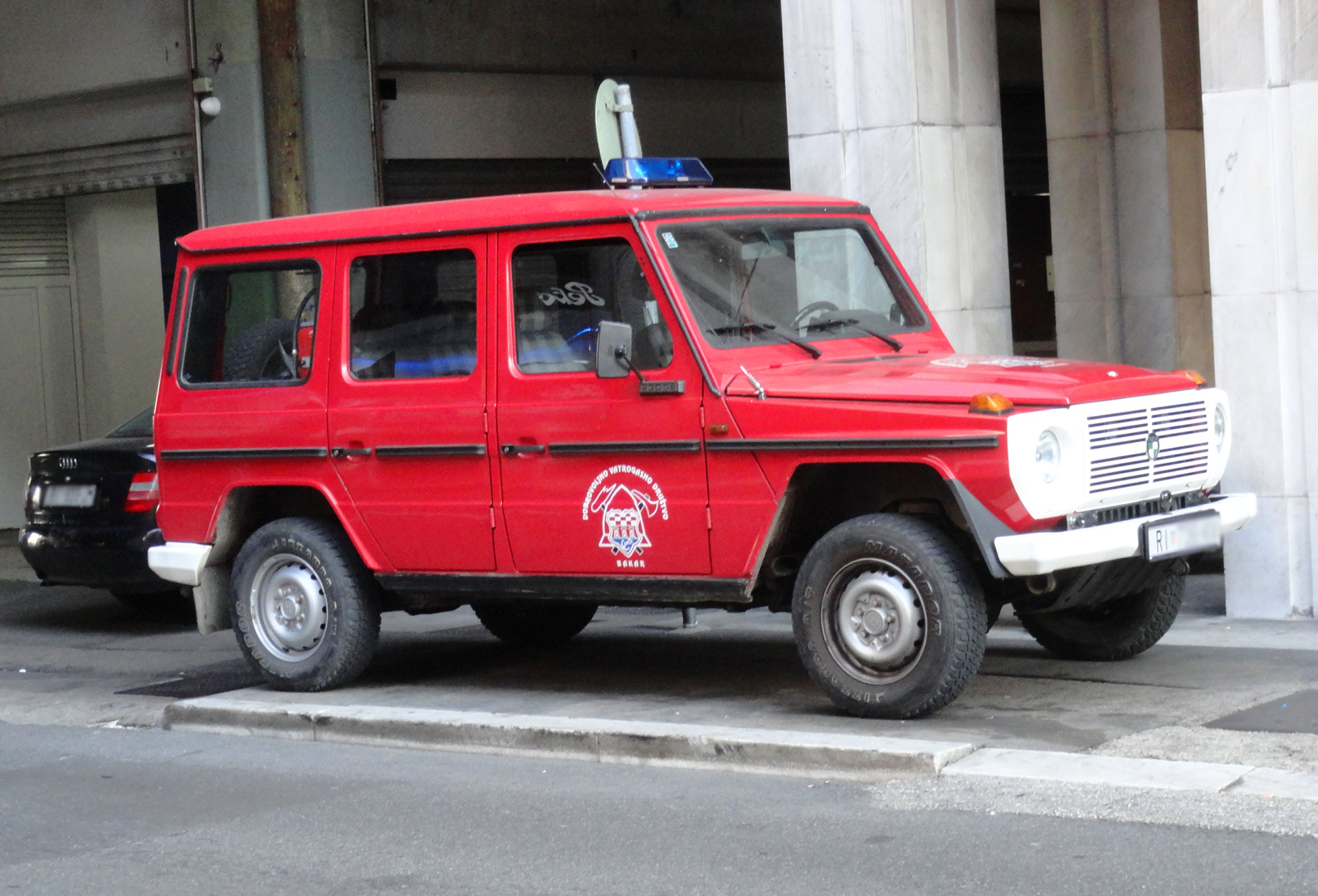
Unitat de comandament de Rijeka, Croàcia
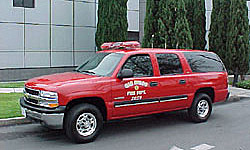
Unitat de comandament de San Diego, USA